# San Luis Obispo
San Luis Obispo is een plaats (city) in de Amerikaanse staat Californië, en valt bestuurlijk gezien onder San Luis Obispo County. De technische universiteit California Polytechnic State University (Cal Poly) heeft haar hoofdcampus in San Luis Obispo.

## Demografie
Bij de volkstelling in 2000 werd het aantal inwoners vastgesteld op 44.174.
In 2006 is het aantal inwoners door het United States Census Bureau geschat op 42.963, een daling van 1211 (-2.7%).

## Geografie
Volgens het United States Census Bureau beslaat de plaats een oppervlakte van
28,1 km², waarvan 27,6 km² land en 0,5 km² water. San Luis Obispo ligt op ongeveer 200 m boven zeeniveau.

## Plaatsen in de nabije omgeving
De onderstaande figuur toont nabijgelegen plaatsen in een straal van 24 km rond San Luis Obispo.

## Bezienswaardigheden
- Madonna Inn, een opvallend motel

## Vervoer
San Luis Obispo wordt bediend door Amtrak met twee treindiensten: Pacific surfliner (als noorderlijk eindpunt van de lijn) en als halte op de Coast Starlight.  De stad is zo per spoor rechtstreeks verbonden met San Diego, Los Angeles, San Fransico en verschillende andere steden aan de westkust.

## Bekende inwoners van San Luis Obispo

### Geboren
- John Zahner (1952?), pianist, organist en toetsenist
- Loren Roberts (1955), professioneel golfer
- Stephanie Brown-Trafton (1979), discuswerpster en olympisch kampioene in 2008
- Chelsea Johnson (1983), polsstokhoogspringster
- Jenaveve Jolie (1984), pornoactrice
- Zac Efron (1987), acteur
- Chris Seitz (1987), voetballer

### Overleden
- L. Ron Hubbard (1911-1986), schrijver, oprichter van Scientology
- John Sturges (1910-1992), filmregisseur
- Ernie Ball (1930-2004), fabrikant van snaren en muziekinstrumenten